# Kiko Pissolato
Francisco José Rodrigues de Moraes Pissolato, lepiej znany jako Kiko Pissolato (ur. 6 maja 1980 w Piracicaba) – brazylijski aktor telewizyjny, filmowy i teatralny.

## Życiorys

### Wczesne lata
Urodził się w Piracicaba jako drugi z trzech synów artysty plastyka Lisa Pissolato. Jego imię Francisco zainspirował Franciszek z Asyżu. Wychowywał się w Cosmópolis w stanie São Paulo. W wieku 17 lat przeniósł się do São Paulo, gdzie studiował na wydziale wychowania fizycznego na Universidade de São Paulo (USP). Naukę kontynuował w Escola de Atores pod kierunkiem Wolfa Mayi.

### Kariera
Dorabiał jako model. W 2004 roku zadebiutował na scenie Teatro Augusta w São Paulo w sztuce Październikowe kwiaty (Em Outubro Flores). W Teatro Popular do SESI w São Paulo zagrał w przedstawieniach: Tristan i Izolda (2007) i  Avalon (2011).
Zyskał na popularności jako kierowca Maciel Pereira w telenoweli Rzeka kłamstw (Amor à Vida, 2013). W telenoweli Rede Record Dziesięć przykazań (Os Dez Mandamentos, 2015) zagrał postać Bakenmuta, szefa straży Ramzesa II (Sérgio Marone).

### Życie prywatne
W 2007 roku ożenił się z aktorką Bruną Anauate, z którą ma syna Antonio.
W 2007 roku wygrał walkę z rakiem jądra. W marcu 2014 roku złamał lewą nogę, a 19 października 2016 podczas jazdy na rowerze w São Paulo z powodu wady hamulca przeżył poważny wypadek.

### filmy fabularne
- 2005: Rapsódia da Natureza Feminina
- 2007: Dama de Copas jako Fritz
- 2007: Sol Para Poucos jako Rico
- 2008: Pornô
- 2008: Corredora Cega
- 2009: Nostra Bella Época
- 2010: Duelo jako Lutador
- 2013: Gosto de Fel jako Francisco
- 2016: Dziesięć przykazań (Os Dez Mandamentos) jako Bakenmut

### telenowele
- 2009: Cama de Gato jako Capanga
- 2010: Força-Tarefa jako policjant
- 2010: Na Forma da Lei jako Jorjão
- 2011: Insensato Coração jako ochroniarz na festiwalu
- 2011: Avenida Brasil jako Jair
- 2013: O Negócio jako pijany pan młody w nocnym klubie w Paryżu
- 2013: Rzeka kłamstw (Amor à Vida) jako Maciel Pereira
- 2014: Caldeirão do Huck w roli samego siebie
- 2015: Dziesięć przykazań (Os Dez Mandamentos) jako Bakenmut
- 2017: Juacas jako Seu Fagundes